# Elephantulus rupestris
Elephantulus rupestris је сисар из реда Macroscelidea.

## Угроженост
Ова врста је наведена као последња брига, јер има широко распрострањење и честа је врста.

## Распрострањење
Ареал врсте је ограничен на мањи број држава. 
Врста је присутна у Јужноафричкој Републици, Намибији, Анголи и Боцвани.

## Станиште
Станишта врсте су саване, жбунаста вегетација, речни екосистеми и пустиње.